# Summi Pontificatus
 (août 2011).
Si vous disposez d'ouvrages ou d'articles de référence ou si vous connaissez des sites web de qualité traitant du thème abordé ici, merci de compléter l'article en donnant les références utiles à sa vérifiabilité et en les liant à la section « Notes et références ».
Summi Pontificatus est la première encyclique de Pie XII. Promulguée le 20 octobre 1939, quelques mois après son élection et alors que la Seconde Guerre mondiale venait d’éclater, elle est sous-titrée : « De l’unité du genre humain ». Elle fut perçue comme donnant le ton de ce que seront ses interventions « au service du genre humain tout entier ».

## Contenu

### L’unité du genre humain
L’encyclique rappelle la consécration du genre humain au Sacré-Cœur, faite par Léon XIII en 1899, et la fête de la royauté du Christ instituée par Pie XI en 1925. Toutes deux sont expressions - l’une symbolique et l’autre liturgique - de ce que l’Église croit toujours que la grande famille humaine est 'une' et appelée à l’entente et la concorde, alors qu’arrive « l’affreuse nouvelle du terrible ouragan qu’est la guerre ». Le Christianisme dépend d'une logique spirituelle supérieure aux spécificités des peuples et des nations.
Cette unité en Dieu du genre humain ne s'oppose et ne peut s'opposer de par la superiorité de sa nature aux spécificités immanentes des peuples «Et il n'est pas à craindre que la conscience de la fraternité universelle, inculquée par la doctrine chrétienne, et le sentiment qu'elle inspire, soient en opposition avec l'amour que chacun porte aux traditions et aux gloires de sa propre patrie, et empêchent d'en promouvoir la prospérité et les intérêts légitimes; car cette même doctrine enseigne que dans l'exercice de la charité il existe un ordre établi par Dieu, selon lequel il faut porter un amour plus intense et faire du bien de préférence à ceux à qui l'on est uni par des liens spéciaux. Le Divin Maître lui-même donna l'exemple de cette préférence envers sa terre et sa patrie en pleurant sur l'imminente destruction de la Cité sainte. Mais le légitime et juste amour de chacun envers sa propre patrie ne doit pas faire fermer les yeux sur l'universalité de la charité chrétienne, qui enseigne à considérer aussi les autres et leur prospérité dans la lumière pacifiante de l'amour.»

### Diversité humaine et culturelle
S’il y a des différences de niveau de développement à l’intérieur et entre les nations, elles sont sources de solidarité et d’enrichissement de l'espece humaine : « Et les nations en se développant et en se différenciant selon les diverses conditions de vie et de culture, ne sont pas destinées à mettre en pièces l'unité du genre humain, mais à l'enrichir et à l'embellir par la communication de leurs qualités particulières et par l'échange réciproque des biens, qui ne peut être possible et en même temps efficace que quand un amour mutuel et une charité vivement sentie unissent tous les enfants d'un même Père et toutes les âmes rachetées par un même sang divin »
L'unité du genre humain est surnaturelle, non matérielle ou immanente « L'Eglise du Christ, fidèle dépositaire de la divine sagesse éducatrice, ne peut penser ni ne pense à attaquer ou à mésestimer les caractéristiques particulières que chaque peuple, avec une piété jalouse et une compréhensible fierté, conserve et considère comme un précieux patrimoine. Son but est l'unité surnaturelle dans l'amour universel senti et pratiqué, et non l'uniformité exclusivement extérieure, superficielle et par là débilitante. » Sont donc combattues toutes sortes de confusion entre spirituel et immanence.
Un oubli coupable de Dieu par les hommes a causé ces confusions et donné lieu aux dérives néfastes des absolutismes matérialistes qui veulent faire des peuples (ou de leur absence) la fin ultime.
«Beaucoup peut-être, en s'éloignant de la doctrine du Christ, n'eurent pas pleinement conscience d'être induits en erreur par le mirage de phrases brillantes, qui célébraient ce détachement comme une libération du servage dans lequel ils auraient été auparavant retenus; ils ne prévoyaient pas davantage les amères conséquences de ce triste échange entre la vérité qui délivre et l'erreur qui asservit; et ils ne pensaient pas qu'en renonçant à la loi infiniment sage et paternelle de Dieu et à l'unifiante et élevante doctrine d'amour du Christ, ils se livraient à l'arbitraire d'une pauvre et changeante sagesse humaine : ils parlèrent de progrès alors qu'ils reculaient ; d'élévation alors qu'ils se dégradaient; d'ascension vers la maturité, alors qu'ils tombaient dans l'esclavage; ils ne percevaient pas l'inanité de tout effort humain tendant à remplacer la loi du Christ par quelque autre chose qui l'égale: ils se perdirent dans la vanité de leurs pensées. »

### Solidarité et charité
Cette origine commune, et l’égalité entre tous qui s’ensuit, requiert le respect de la loi chrétienne de solidarité et charité. Ce principe de solidarité coule directement de la fraternité humaine et chrétienne. « La première de ces pernicieuses erreurs, aujourd'hui largement répandue, est l'oubli de cette loi de solidarité humaine et de charité, dictée et imposée aussi bien par la communauté d'origine et par l'égalité de la nature raisonnable chez tous les hommes, à quelque peuple qu'ils appartiennent, que par le sacrifice de rédemption offert par Jésus-Christ sur l'autel de la Croix à son Père céleste en faveur de l'humanité pécheresse ».
Oublier cette loi de charité universelle peut conduire à des conflits et même la guerre. Car seule la charité peut créer et consolider la paix, éteignant les haines et atténuent les jalousies et envies entre les nations.

### Unétat totalitaireest inacceptable car nuisible
L’encyclique rejette l’idée d’un état devenant une réalité ultime à laquelle tout doit être subordonné : « il est une autre erreur non moins dangereuse pour le bien-être des nations et la prospérité de la grande société humaine qui rassemble et embrasse dans ses limites toutes les nations: c'est l'erreur contenue dans les conceptions qui n'hésitent pas à délier l'autorité civile de toute espèce de dépendance à l'égard de l'Être suprême, cause première et maître absolu, soit de l'homme soit de la société, et de tout lien avec la loi transcendante qui dérive de Dieu comme de sa première source. De telles conceptions accordent à l'autorité civile une faculté illimitée d'action, abandonnée aux ondes changeantes du libre arbitre ou aux seuls postulats d'exigences historiques contingentes et d'intérêts s'y rapportant. » [no 41]

### Une menace pour les familles et l’éducation
Une autorité sans limite donnée à l’État est une menace pour la nation, ses familles et l’éducation des jeunes. Particulièrement la famille serait menacée, qui est pourtant une cellule antérieure à l’existence des nations et a priorité sur elle. Le Créateur a donné à l’homme et à la famille une mission - des droits et des devoirs - qui sont indéniablement de droit naturel.
Dans un tel état l’éducation ne chercherait plus à développer de manière harmonieuse les qualités morales, intellectuelles et physiques mais donnerait une formation unilatérale e vertus civiques nécessaires à l’obtention du succès politique. Les qualités qui donnent à la vie en société sa noblesse et son humanité seraient négligées par crainte qu’elles n’éloignent d’une idée étroite de ‘citoyen’.

### Un danger pour la paix mondiale
Les principes de droit naturel et international ne sont pas une option, mais bien indispensables, car un état totalitaire serait une menace pour la paix : « La conception qui assigne à l'État une autorité illimitée est une erreur, qui n'est pas seulement nuisible à la vie interne des nations, à leur prospérité et à l'augmentation croissante et ordonnée de leur bien-être : elle cause également du tort aux relations entre les peuples, car elle brise l'unité de la société supranationale, ôte son fondement et sa valeur au droit des gens, ouvre la voie à la violation des droits d'autrui et rend difficiles l'entente et la vie commune en paix »

### La Pologne
L'encyclique mentionne explicitement, fait remarquable, la Pologne en faisant référence à son invasion par les nazis :  « Le sang d'innombrables êtres humains, même non combattants, élève un poignant cri de douleur, spécialement sur une nation bien-aimée, la Pologne qui, par sa fidélité à l'Église, par ses mérites dans la défense de la civilisation chrétienne, inscrits en caractères indélébiles dans les fastes de l'histoire, a droit à la sympathie humaine et fraternelle du monde, et attend, confiante dans la puissante intercession de Marie Auxilium Christianorum, l'heure d'une résurrection en accord avec les principes de la justice et de la vraie paix. » Tous comprirent très bien le message, et les puissances alliées firent en sorte que le texte de l’encyclique soit largement distribué en Allemagne.

## Réactions à l’encyclique
Les réactions officielles à l’encyclique furent vives. L’ambassadeur d’Allemagne auprès du Saint-Siège, Diego von Bergen (1872-1944), parla d’ « une attaque directe contre le troisième Reich ». Les autorités françaises et britanniques, en guerre contre l’Allemagne, traduisirent en allemand et firent larguer des milliers de copies de Summi Pontificatus au-dessus du territoire allemand. Le quotidien New-York Times titrait, dans son édition du 28 octobre 1939 : « le pape condamne les dictateurs et le racisme. Il exhorte à la reconstitution de la Pologne »

## Analyse de l'impact par les historiens
Sabrina Ramet souligne en 2006 que la mode parmi les historiens critiques de Pie XII veut depuis quelques années qu'on trouve peu claires les références employées par ce pape dans Summi Pontificatus. Selon elle, les critiques de l'antisémitisme du totalitarisme et de leur impact sur les relations entre les races et les états, furent pourtant parfaitement comprises à l'époque par la partie allemande, comme en témoignent les mesures d'interdiction de diffusion qui furent prises.